# 克斯蒂·詹姆斯
克斯蒂·詹姆斯（英語：Kirstie James，1989年5月25日—）是一名新西兰女子场地自行车运动员。她曾参加2017年世界場地自由車錦標賽，结果在女子团体追逐赛项目上获得一枚铜牌。一年后她参加了2018年英联邦运动会，结果在团体追逐赛上赢得银牌。